# Луций Валерий Флак (консул 152 пр.н.е.)
Вижте пояснителната страница за други личности с името Луций Валерий Флак.
Луций Валерий Флак (на латински: Lucius Valerius Flaccus; † 152 пр.н.е.) e политик на Римската република през 2 век пр.н.е. от фамилията Валерии.
Син е на Луций Валерий Флак (консул 195 пр.н.е.), който е съюзник на известния цензор Катон Стари. Той е баща на Луций Валерий Флак (консул 131 пр.н.е.).
През 163 пр.н.е. Флак е едил заедно с Луций Корнелий Лентул Луп. През 160 или 159 пр.н.е. той е претор според намерен надпис в храм на Асклепий в Рим.
През 152 пр.н.е. Флак е избран за консул заедно с Марк Клавдий Марцел. Той умира същата година. От суеверие на неговото място не избират суфектконсул.